# Aidstest
«Aidstest» — антивирусная программа-сканер (полифаг). Предназначена для поиска и обезвреживания файловых, загрузочных и файлово-загрузочных вирусов. Поиск вирусов Aidstest осуществляет с помощью сигнатур. Поддерживалась и распространялась на протяжении 1988—1998 годов ЗАО «ДиалогНаука».  На зарубежных рынках распространялась под названием V-Hunter (Virus Hunter) и имела версии на английском и немецком языках. Автор программы — Дмитрий Лозинский.

## История
Первая советская программа-антивирус. Создана в 1988 году, когда один из компьютеров Главного вычислительного центра Госплана СССР оказался заражён вирусом Vienna-648. В своё время — один из известнейших в СССР и России отечественных программных продуктов.
В конце 1990-х Aidstest был заменён Doctor Web’ом. Основной причиной прекращения работы над Aidstest было широкое распространение в то время полиморфных вирусов, полностью изменяющих свой код при каждом заражении. Так как в подобных вирусах нельзя было выделить постоянную сигнатуру, Aidstest априори не мог с ними бороться, в то время как антивирус Doctor Web, также поддерживаемый ЗАО «ДиалогНаука», справлялся с этой задачей. Это привело к тому, что развитие Aidstest было признано бесперспективным, а его создатель подключился к разработке антивируса Doctor Web.